# Donatus (Hunne)
Donatus war wohl ein Herrscher der Hunnen im Donauraum im frühen 5. Jahrhundert.
Nur sehr wenig ist über Donatus bekannt. In den Quellen wird eine Gesandtschaft (um 413) des oströmischen Kaisers an ihn erwähnt, an der auch der spätantike Geschichtsschreiber Olympiodoros von Theben teilnahm, dessen Bericht aber nur fragmentarisch erhalten ist. Demnach wurde Donatus durch einen Eid getäuscht und anschließend ermordet. Charaton, ein König (oder Anführer) der Hunnen, war über die Ermordung des Donatus äußerst verärgert und konnte von den Römern nur durch Geschenke besänftigt werden.
Aus dem Auszug bei Olympiodoros geht allerdings nicht klar hervor, dass Donatus ein Hunne war und welche genaue politische Rolle er spielte. Otto Mänchen-Helfen hält ihn wegen der Häufigkeit des gleichlautenden römischen Namens für einen zu den Hunnen übergelaufenen Römer.

## Etymologie
Der auf türkische Quellen spezialisierte Historiker Omeljan Pritsak hält den Namen Donatus für eine Ableitung aus dem generischen Wortstamm der Turksprachen yonat (oder yont, yunt), „Pferd“, wobei dieses Wort speziell in Verbindung mit dem Jahr des Pferdes benutzt wird. Auch die Hunnen benutzten (mindestens) zwei Wörter für Pferd. Allerdings ist in der Forschung umstritten, welche Sprache die Hunnen benutzten, da nur wenige Sprachüberreste überliefert sind.